# María Roësset Mosquera
María Roësset Mosquera (Espinho, Portugal, 21 de noviembre de 1882 — Manila, Filipinas, 3 de octubre de 1921) fue una pintora española que firmaba sus cuadros como MaRo. Además, es la primera gran conocida de la saga de las Roësset, pues era tía de la pintora Marisa Roësset Velasco, de la escultora Marga Gil Roësset y de la editora Consuelo Gil Roësset; quienes no solo compartieron el apellido, sino también una actitud desafiante frente a los convencionalismos sociales de la época en sus respectivos campos. Así, desde la propia MaRo hasta su sobrina Marisa, «el apellido Roësset encarna en España la lucha de género, con sus avances y retrocesos».

## Trayectoria
Su madre Margarita Mosquera se casó muy joven con Eugenio Roësset Liot, ingeniero civil de origen francés que trabajaba en las líneas ferroviarias. Cuando nació María el 21 de noviembre de 1882, la familia se encontraba en Espinho por el trabajo de su padre. Al poco tiempo se trasladaron a Madrid, donde nacieron sus hermanos Margot y Eugenio y se desarrolló la vida de la familia, pasando las vacaciones en Galicia y Biarritz.
Los tres hermanos recibieron una educación esmerada y de gran calidad muy superior a la de la mayoría de familias españolas de la época. Alfonso E. Pérez Sánchezapunta que la posible lectura de revistas ilustradas, medios excepcionales de difusión de una cultura visual tuvieron que despertar sin duda alguna en la joven una curiosidad que potenciaría posteriormente su sensibilidad: «quizá en los años de su adolescencia, 1897-1903, entre sus quince y sus veinte años, se sentasen las bases, quizá inconsciente, de lo que habría luego de manifestarse abiertamente, al hilo de su vida, breve e intensa [...] no es posible saber hoy cuál fue el alcance de la enseñanza del dibujo que recibiese María Roësset, pero es evidente que hubo de adquirir una soltura con el lápiz, que luego se hará manifiesta en los rápidos croquis de su viaje de bodas, y en el sólido sustrato de sus pinturas».
En 1904 se casó con Manuel Soriano Berrueta-Aldana, diecinueve años mayor que ella e hijo del también pintor Benito Soriano Murillo. Tras su matrimonio, María Roësset se introdujo en la sociedad culta madrileña de principios de siglo y mantuvo contacto con Mariano Fortuny, Benito Pérez Galdós, Ricardo Madrazo y Ángeles López Roberts entre otros y donde destacaría enseguida. La joven pareja viajaría por Europa y se dice que fue Soriano quien le incitó a dibujar y pintar. No obstante, no fue hasta después de fallecer su marido el 19 de agosto de 1910 cuando se dedicó plenamente al arte. Para ese momento, María tenía 28 años y decidió mudarse fuera del centro de Madrid junto con sus hijos, de 3 y 5 años respectivamente. 
María Roësset comenzó entonces una etapa de introspección, fruto de la melancolía y tristeza por la muerte de Manuel. La pintura constituyó su vía de escape y después de 5 meses comenzó a pintar, acudiendo asiduamente al Museo del Prado, en cuyas salas realizó copias de los grandes maestros y asistiendo diariamente al estudio de Eduardo Chicharro. Gracias al testimonio directo de su hija Eugenia sabemos que decoró su nueva casa con grandes lienzos de estilo bizantino, en los que cosía cuentas al más puro estilo preciosista de Gustav Klimt, cuyos cuadros probablemente conoció por sus viajes.
Su fortuna le permitió vivir con cierta comodidad y libertad y comenzó a ser testigo de nuevas tendencias como el nacimiento de la abstracción y la entrada de la mujer en la esfera pública. Roësset —que comenzó a firmar sus cuadros como MaRo— siguió viajando con sus hijos por Europa, visitando museos, galerías y estudios de ciudades como Múnich, Düsseldorf, Roma, Florencia o Viena —ciudad donde le sorprendió el inicio de la Primera Guerra Mundial—. Se vio obligada a regresar a Madrid y ese mismo año comenzaron a aparecer los primeros síntomas de la enfermedad de la que falleció siete años después. Fueron cuatro años de producción: desde la muerte de su esposo hasta el otoño de 1914. Con el estallido de la Guerra civil, sus hijos lograron salvar parte de su producción, aunque se perdieron las obras de gran formato dado que no cabían en el coche en el que se las llevaron.

## Obra
El estilo de María Roësset evoluciona a lo largo de sus escasos años de producción: desde artistas como Wisthler, Sargent, Sorolla, Vázquez Díaz o Paula Modersonh-Becker; a movimientos como el  simbolismo, el costumbrismo o el expresionismo. Su pintura tuvo como objeto central a las mujeres de su familia, a las que a menudo hizo posar como modelos para composiciones bizantinizantes a las que, para subrayar su carácter oriental, a veces cosía cuentas y adornos. Dicho discurso pictórico no implica que María pintase únicamente por afición o exclusivamente retratos sino que plasmaba su propio universo femenino compuesto por sí misma y sus familiares más directas.
De acuerdo con la investigadora Nuria Capdevila-Argüelles: «se dice de MaRo que pintaba sin voluntad de profesionalización, afirmación muy fácil de hacer en relación a las mujeres creadoras y parte de la descripción romántica y plagada de silencios que nos han llegado de esta pintora. Esta descripción no casa con la rotundidad de sus imágenes, en especial de sus autorretratos, si los analizamos en relación a las muy particulares coordenadas de este género, clave para el examen de la autoría artística».

Según constatan los expertos, su Autorretrato de cuerpo entero (1912), donado por su hija al Museo del Prado en 1985, es seguramente su obra maestra. Ubicado durante años en los almacenes del Museo Nacional Centro de Arte Reina Sofía, hoy finalmente puede verse en las salas del siglo XIX del Museo del Prado, tras ser mostrado en la exposición Invitadas. Fragmentos sobre mujeres, ideología y artes plásticas en España (1833-1931). En el catálogo de la muestra se decía:
«En él, la autora se pinta como una mujer singular, cuyo rostro posee una gran fuerza expresiva, acentuada por su mirada analítica, profunda y delicada. De pie ante un fondo neutro de color rojizo, ofrece al espectador su porte de viuda elegante, no exento de cierta atractiva extravagancia, en el que se funde la sed de orientalismo con el reconocimiento de la tradición del retrato barroco español, concentrado y sintético, del que había bebido en el Museo del Prado. Resuelta en un formato pronunciadamente longitudinal, en esta obra puede reconocerse la cultura cosmopolita de la autora, de referentes internacionales vagamente aludidos, como ya notó Alfonso E. Pérez Sánchez (1985b)». — Carlos G. Navarro, Técnico de Conservación de Pintura del Siglo XIX, Museo del Prado y Comisario de la Exposición "Invitadas. Fragmentos sobre mujeres, ideología y artes plásticas en España (1833-1931)" (2020).
Su hija Eugenia sostiene que su madre «pintaba muy deprisa, no dibujaba, sino que pintaba directamente, empezando por pintar los ojos y luego iba completando el rostro. He visto lienzos con dos ojos, que ya tenían la expresión y el parecido con el futuro retrato. Mi hermano y yo posamos muchas veces para ella. No pintó nunca un cuadro de flores». Para María García Soria de la Universidad de Zaragoza, «dicha expresividad caracteriza todas sus obras, sobre todo sus autorretratos, que desprenden la fuerza de su autora y su melancolía, aunque nunca se retrata pintando. Siempre vestida de negro y sobre fondos prácticamente abstractos y desdibujados, mira directamente al espectador, despojada de cualquier otro elemento. Su rostros concentra todo el impacto visual de la composición, recurso que retoma en otros retratos».
De su producción también destacan, por su particularidad y la controversia que en la época causaban este tipo de obras realizadas por mujeres artistas, los desnudos de jóvenes y adolescentes. Pinta en varias ocasiones a su hija Eugenia, es el caso de Desnudo de niña con brazos cruzados conservado en el Museo de Bellas Artes de La Coruña, y a su sobrina Marisa Roësset —que tiempo después seguirá sus pasos como pintora y que está presente en las exposiciones de "Pintoras de España. 1859/1926. De María Luisa de la Riva a Maruja Mallo" de 2014 e "Invitadas. Fragmentos sobre mujeres, ideología y artes plásticas en España (1833-1931)" de 2020—.

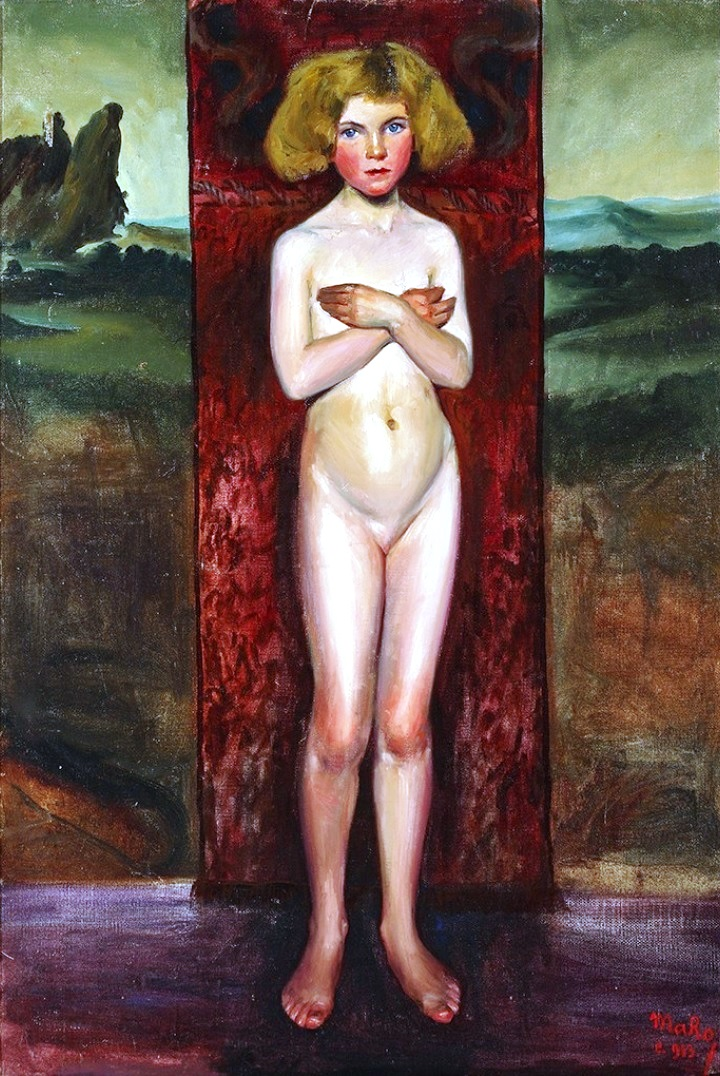
Desnudo de niña con los brazos cruzados, 1913, Museo de Belas Artes da Coruña.

Poco se sabe de su actividad expositiva. A través del testamento de su hija sabemos que María Roësset participó con su obra Gitana Agustina en una muestra en Alemania en 1912 y con Maja y Torero en el concurso de carteles anunciadores del Baile de Carnaval del Círculo de Bellas Artes de 1914.
Hacia 1915la enfermedad de María se agravó, probablemente tisis, y aunque continuó con sus viajes y su actividad, su producción se resintió. Finalmente, el 3 de octubre de 1921 y durante un viaje a Manila, María Roësset falleció a los 38 años.

## Obras destacadas
- (s.f.) Autorretrato con jersey naranja, óleo sobre lienzo, 57 x 47 cm, sin firmar
- Autorretrato (cabeza), óleo sobre tabla, 25 x 16 cm, firmado, junio de 1911.
- Autorretrato de cuerpo entero, óleo sobre lienzo, 176 x 60 cm, firmado, enero de 1912 Museo Nacional Centro de Arte Reina Sofía,[9] Imagen de promoción para la exposición de "Invitadas" del Museo del Prado en 2020).
- Autorretrato ovalado, óleo sobre tabla, 67 x 58 cm, firmado, marzo de 1912, Madrid.
- Gitana Agustina, óleo sobre lienzo, 137 x 76 cm, firmado, marzo de 1912 (presentada en la Exposición Anglolatina de Londres de 1912).[11][12]
- Retrato de sus hijos Eugenia y Joaquín sentados, óleo sobre lienzo, 102 x 97 cm, firmado, 1912.
- Desnudo de niña en escorzo, óleo sobre lienzo, 78 x 103 cm, firmado, diciembre de 1912.
- Retrato de Margot, óleo sobre lienzo, 155 x 111 cm,  firmado, 1913.
- Desnudo de niña con brazos cruzados, óleo sobre lienzo, 145 x 98 cm, firmado, enero de 1913 (Museo de Belas Artes da Coruña).[13]
- Niña desnuda (Inocencia), óleo sobre lienzo, 126 x 98 cm, firmado, enero de 1913.